# 28277 Chengherngyi
28277 Chengherngyi è un asteroide della fascia principale. Scoperto nel 1999, presenta un'orbita caratterizzata da un semiasse maggiore pari a 2,3073512 UA e da un'eccentricità di 0,1275866, inclinata di 6,99334° rispetto all'eclittica.